# Agencia de Transformación Digital y Telecomunicaciones
La Agencia de Transformación Digital y Telecomunicaciones (ATDT) es una de las veintiún secretarías de Estado que, junto con la Consejería Jurídica del Ejecutivo Federal, conforman el gabinete legal de la presidencia de México. Se creó con el objetivo de unificar las capacidades tecnológicas del Gobierno de México, generar autonomía tecnológica y lograr ahorros presupuestales, siguiendo la política de austeridad. Las atribuciones de política en telecomunicaciones también pasaron a la Agencia, las cuales formaban parte de la Secretaría de Infraestructura, Comunicaciones y Transportes.

## Historia
Su creación fue anunciada el 24 de junio de 2024 por Claudia Sheinbaum, quien señaló que esta secretaría de Estado tendría como objetivo replicar las funciones de la Agencia Digital de Innovación Pública, que creó cuando era Jefa de Gobierno de la Ciudad de México, y cuya labor era emplear los datos y la tecnología para mejorar la atención ciudadana y combatir la corrupción. En dicho evento, anunció como titular de la misma a José Merino, quien se había desempeñado al frente de la ADIP.
Para constituir la Agencia, Sheinbaum envió una iniciativa con proyecto de decreto a la Cámara de Diputados el 1 de noviembre del mismo año, en la que señalaba que era necesario iniciar una reingeniería de la estructura orgánica y diseñar sistemas digitales más eficaces para agilizar y simplificar los procesos administrativos. Una vez aprobada por dicho órgano legislativo y por el Senado, el 28 de noviembre se publicó en el Diario Oficial de la Federación (DOF) el Decreto que reforma, adiciona y deroga diversas disposiciones de la Ley Orgánica de la Administración Pública Federal, el cual establece en su artículo 42 ter la creación de la Agencia.
Este decreto también ordenó que los recursos humanos, financieros y materiales de la Coordinación de Estrategia Digital Nacional debían transferirse a la Agencia y que quedaban sectorizados a ella las entidades paraestatales: Servicio Postal Mexicano, Organismo Promotor de Inversiones en Telecomunicaciones, Agencia Espacial Mexicana, Centro de Investigación e Innovación en Tecnologías de la Información y Comunicación y el órgano desconcentrado Comisión Nacional de Mejora Regulatoria. Asimismo, estableció que las atribuciones que ejercía Financiera para el Bienestar en materia de telecomunicaciones serían ejercidas por la Agencia y que debían transferirse a ella los recursos humanos, materiales y financieros de la Dirección de la Red de Telecomunicaciones y Mexsat.
El 15 de noviembre de 2024 se presentó la Agencia. Entre sus objetivos se encuentra la creación de una identidad digital Llave MX, un mecanismo que permitirá realizar cualquier trámite en línea. También se busca implementar un número único operado por el Centro de Atención para el Bienestar, el cual atenderá a la ciudadanía las 24 horas del día, y realizar el lanzamiento de un nuevo satélite estacionario en 2027.
El 24 de enero de 2025, se publicó en el DOF el Decreto por el que se expide el Reglamento Interior de la Agencia de Transformación Digital y Telecomunicaciones, el cual establece en su artículo tercero que al frente de la Agencia hay una persona titular, quien para el desahogo de los asuntos de su competencia se auxilia de la Oficina del Titular de la Agencia, la Coordinación Nacional de Transformación Digital, la Coordinación Nacional de Infraestructura Digital y la Dirección General de Administración y Finanzas.

## Funciones
De acuerdo con la Ley Orgánica de la Administración Pública Federal, la Agencia tiene las siguientes atribuciones:
- Formular y conducir las políticas de inclusión digital, gobierno digital, informática, tecnologías de la información, comunicación y telecomunicaciones de la Administración Pública Federal;
- Formular políticas y emitir lineamientos para la promoción, implementación y diseño de las siguientes materias:
  1. La adopción y uso de la identidad y ciudadanía digital;
  2. El mecanismo único de autenticación digital basado en la Clave Única de Registro de Población con la protección de los datos personales, en coordinación con la Secretaría de Gobernación;
  3. La integración del sistema de servicio nacional de identificación personal, en colaboración con la Secretaría de Gobernación;
  4. La gestión de bases de datos que permitan interoperar los sistemas nacionales y de la Administración Pública Federal con el Registro Nacional de Población, en coordinación con la Secretaría de Gobernación;
  5. La interoperabilidad de los sistemas de información, basado en una arquitectura de datos consumible, con excepción de la información en materia de seguridad nacional y el conjunto de bases de datos del Sistema Nacional de Información, previsto en la Ley General del Sistema Nacional de Seguridad Pública;
  6. El análisis de datos e información de las dependencias, órganos desconcentrados y entidades de la Administración Pública Federal;
  7. Las acciones en materia de datos abiertos y gobierno abierto;
  8. La cobertura universal y social de servicios de telecomunicaciones a cargo de la Administración Pública Federal, así como de conectividad en sitios públicos, y
  9. El desarrollo e implementación de software y soluciones tecnológicas en la Administración Pública Federal, así como la fábrica de software público;
- Elaborar y conducir las políticas de telecomunicaciones y radiodifusión del Gobierno Federal;
- Definir la capacidad satelital que, en su caso, se requiera de las personas concesionarias de recursos orbitales y de las autorizadas para explotar los derechos de emisión y recepción de señales de satélites extranjeros para prestar servicios en el territorio nacional, como reserva del Estado para redes de seguridad nacional, servicios de carácter social y demás necesidades del gobierno, así como vigilar el uso eficiente de la capacidad satelital propia, ya sea concesionada o adquirida o aquella establecida como reserva del Estado;
- Regular, inspeccionar y vigilar la prestación de servicios públicos de correos, telégrafos, giros telegráficos y radiotelegrafía por parte de la Administración Pública Federal, de conformidad con las disposiciones aplicables;
- Definir los protocolos de seguridad de la información y comunicaciones de la Administración Pública Federal;
- Formular y conducir la política nacional en materia de soberanía tecnológica, así como promover las soluciones tecnológicas para la digitalización de trámites y servicios;
- Emitir disposiciones para la adquisición, arrendamiento y prestación de servicios en materia de tecnologías de la información y comunicaciones, telecomunicaciones y desarrollo de software, así como dictaminar técnicamente su aprovisionamiento;
- Diseñar, regular, implementar y dirigir instrumentos, herramientas y mecanismos para la implementación del Modelo Integral de Atención Ciudadana, en coordinación con las dependencias y entidades de la Administración Pública Federal;
- Presidir el Consejo Nacional de Mejora Regulatoria y proponer a la persona titular del órgano encargado de la mejora regulatoria;
- Celebrar convenios de colaboración y coordinación, en el ámbito de su competencia, con dependencias y entidades de la Administración Pública Federal; órganos constitucionales autónomos, gobiernos de las entidades federativas y municipios, Poderes Legislativo y Judicial de la Federación, instituciones públicas o privadas nacionales e internacionales, conforme a las disposiciones jurídicas aplicables, para la consecución de los objetivos de la Agencia;
- Emitir las normas, lineamientos, manuales, procedimientos y demás instrumentos análogos necesarios para el cumplimiento de sus atribuciones;
- Participar en foros internacionales, respecto de las materias de su competencia, con la intervención que corresponda a la Secretaría de Relaciones Exteriores y proponer a ésta la celebración de convenios y tratados internacionales en tales materias y participar en la concertación y el seguimiento de la ejecución de los acuerdos internacionales en materias de tecnologías de la información, comunicaciones, telecomunicaciones y radiodifusión;
- Otorgar su conformidad, previo a su nombramiento, de las personas titulares de las unidades administrativas responsables de las tecnologías de la información y comunicación u homólogo, de las dependencias, incluidos las de sus órganos administrativos desconcentrados y entidades de la Administración Pública Federal, y
- Las demás que le encomienden expresamente las leyes y reglamentos.

## Organigrama
De acuerdo con el Reglamento Interior de la Agencia de Transformación Digital y Telecomunicaciones, la ATDT tiene la siguiente estructura:

### Oficina del titular de la Agencia
- Unidad de Proyectos y Operación Institucional, a la que se le adscribe:
  1. Dirección General de Proyectos.
- Dirección General de Inteligencia de Datos.
- Dirección General Jurídica, Cumplimiento Normativo y Gobernanza Tecnológica.

### Coordinación Nacional de Transformación Digital
- Dirección General de Gobierno Digital.

- Dirección General de Simplificación Administrativa.
- Dirección General de Atención Ciudadana.
- Dirección General de Vinculación Interinstitucional.

### Coordinación Nacional de Infraestructura Digital
- Dirección General de Ciberseguridad.
- Dirección General de Infraestructura.
- Dirección General de Políticas de Telecomunicaciones.
- Dirección General Satelital.

## Órganos desconcentrados
- Comisión Nacional de Mejora Regulatoria.

## Órganos sectorizados
- Correos de México (SEPOMEX)

- Agencia Espacial Mexicana (AEM)

- Organismo Promotor de Inversiones en Telecomunicaciones (PROMTEL)